# Pierce Waring
Pierce Waring (sinh ngày 18 tháng 11 năm 1998) là một cầu thủ bóng đá người Úc.

## Sự nghiệp câu lạc bộ
Pierce Waring đã từng chơi cho Cerezo Osaka.